# Aéroport international de Bahawalpur
Pour les articles homonymes, voir BHV.
L'aéroport international de Bahawalpur (code IATA : BHV • code OACI : OPBW) est situé à 3 kilomètres du centre-ville de Bahawalpur, dans le bas-Pendjab, au Pakistan.
La rénovation de l'aéroport a été dirigée par le Département de l'aviation civile de Dubaï.

## Histoire
L'aéroport a été rénové avec les fonds du Gouvernement des Émirats arabes unis. Un nouveau terminal a été bâti et nommé en l'honneur du souverain de Dubaï, Sheikh Rashid ben Saeed Al Maktoum. Le 9 novembre 2002, la première partie de la piste de 2 800 mètres de l'aéroport est ouverte. Un Fokker F27 de Pakistan International Airlines en provenance d'Islamabad inaugure la piste.

## Situation
| Bahawalpur Chitral Dalbandin Dera Ghazi Khan Dera Ismail Khan Faisalabad Gilgit Gwadar Islamabad Karachi Lahore Moenjodaro Multan Nawabshah Panjgur Peshawar Quetta Rahim Yar Khan Sialkot Sawan Sehwan · Sharif Sindhri Skardu Sukkur Turbat Zhob |

## Compagnies aériennes et destinations
| Compagnies                      | Destinations                                                                                      |
| ------------------------------- | ------------------------------------------------------------------------------------------------- |
| Pakistan Aviators & Aviation    | Charter : Lahore-Allama Iqbal                                                                     |
| Pakistan International Airlines | Islamabad-Benazir Bhutto, Karachi-Jinnah, Lahore-Allama Iqbal En saison : Djeddah - Roi-Abdelaziz |

Édité le 07/03/2018